# Antipsychotique typique

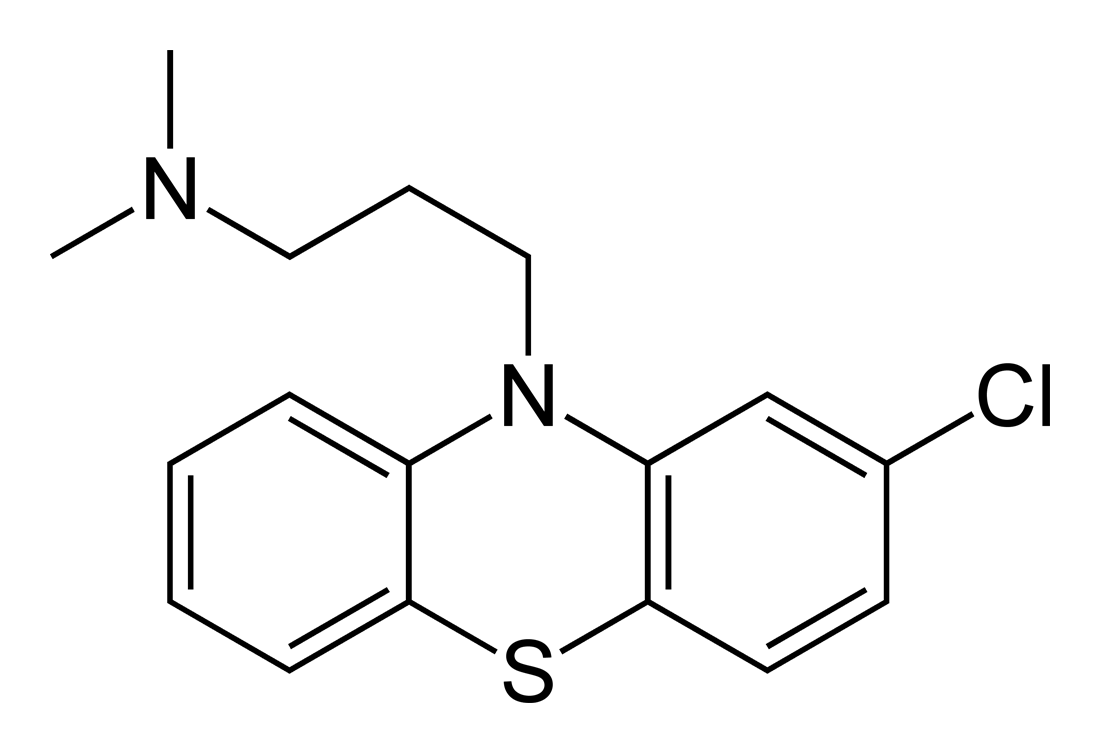
Formule topologique de la chlorpromazine, un antipsychotique typique

Les antipsychotiques typiques (dits encore « classiques », « traditionnels », « conventionnels », ou « de première génération ») sont une sous-classes des neuroleptiques utilisés dans le traitement psychopharmacologique des psychoses (comme la schizophrénie). Découverts dans les années 1950, ils sont de plus en plus remplacés par les antipsychotiques dits atypiques.

## Liste des neuroleptiques de première génération
Utilisés en psychiatrie :
- chlorpromazine ;
- pipampérone ;
- halopéridol ;
- dropéridol ;
- penfluridol ;
- pipotiazine ;
- cyamémazine ;
- lévomépromazine ;
- propériciazine ;
- fluphénazine ;
- zuclopenthixol ;
- flupentixol ;

Autres neuroleptiques de première génération (et leur usage) :
- prométhazine (antihistaminique et sédatif)
- métoclopramide (antiémétique)
- métopimazine (antiémétique)

Cette liste est non exhaustive.